# Næbhval
Almindelig næbhval eller blot næbhval (Mesoplodon bidens) er en 4-5 meter lang sort tandhval, med en delfinagtig kropsform. Den vejer 1-1,3 ton. Som alle andre næbhvaler i slægten Mesoplodon er det kun hannen, der har tænder og kun en i hver side af underkæben. 

## Udbredelse
Den er udbredt i hele Nordatlanten, hvor den ofte findes på dybt vand i forbindelse med oceaniske øer og undervandsbjerge. Den er blandt andet regelmæssigt forekommende i farvandet mellem De kanariske Øer. Almindelig næbhval er kendt fra flere strandinger på danske kyster, blandt andet ved Lundeborg på Fyn i 1969, hvor et eksemplar på 5 meter drev i land, ved Stenderup Hage i Lillebælt i 1992 samt ved Voerså i Vendsyssel 2022 og er den eneste art af Mesoplodon-slægten, der kendes fra danske farvande. Levende eksemplarer er også observeret i de danske farvande, blandt andet i Øresund i 2023.
Indtil 2006 havde man kun sparsom viden om næbhvalen. I 2006 opdagede blandt andre danske forskere at næbhvaler jager blandt andet  dybhavsblæksprutter ved hjælp af ekkolokalisering på mellem 800 og 2.000 meter dybt vand. Næbhvaler kan være neddykket i op til 90 minutter. Næbhvalen lever omkring 95 % af sit liv i neddykket tilstand og i de fleste tilfælde langt fra kontinentalsoklen. Dette blev opdaget ved at sætte måleudstyr på hvalen. Dette giver næbhvalen rekorden for det dybeste dyk kendt blandt pattedyr (2006). Kaskelothvalen er observeret på lignende dybder, men der er endnu ikke registrerede dyk der overgår den foreløbige rekord målt for næbhvalen.